# Gmina Jelcz-Laskowice

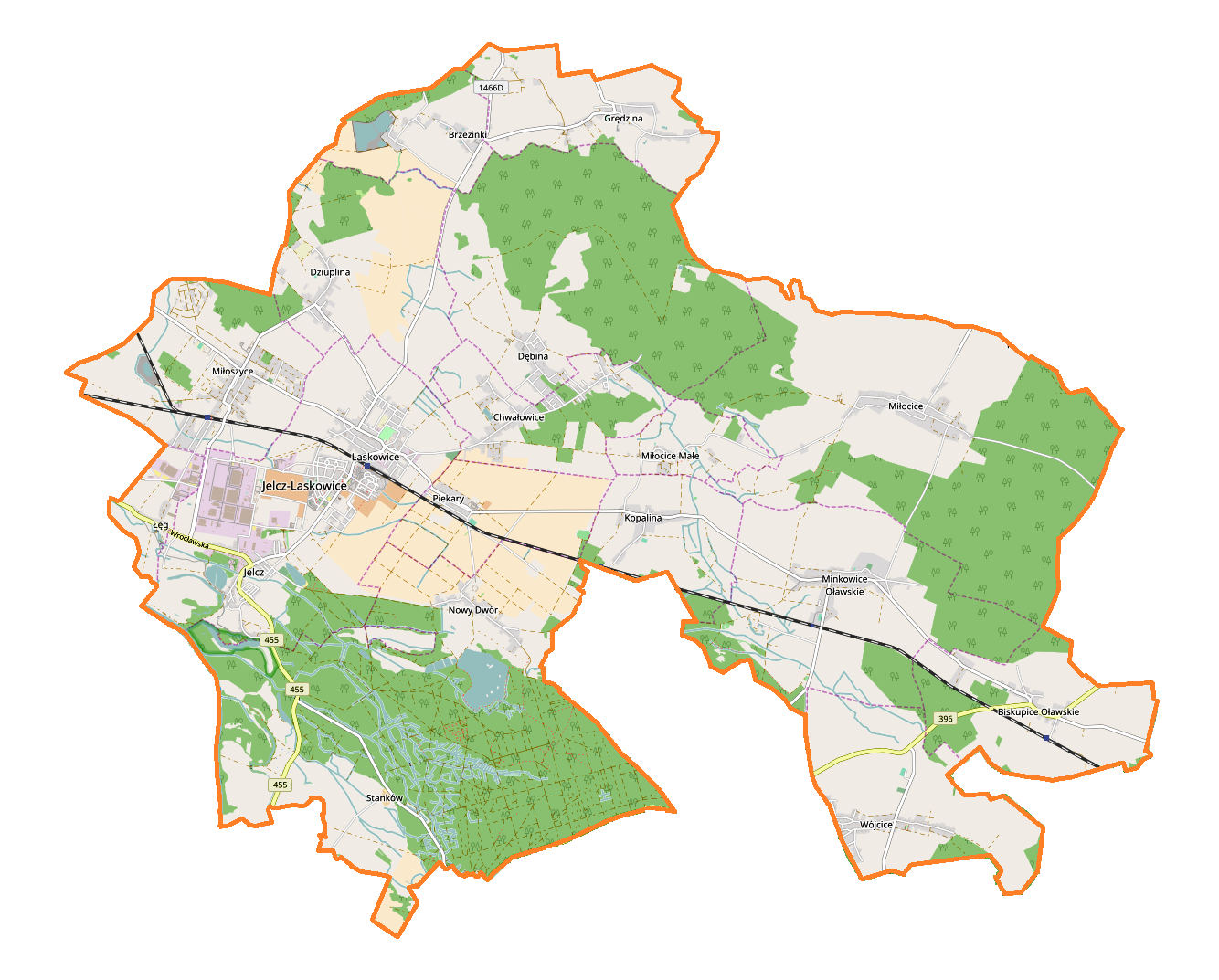
Karte der Gemeinde

Die Gmina Jelcz-Laskowice (bis 1986 Gmina Laskowice Oławskie) ist eine Stadt- und Landgemeinde im Powiat Oławski der Woiwodschaft Niederschlesien in Polen. Ihr Sitz ist die gleichnamige Stadt (deutsch: Jeltsch-Laskowitz) mit etwa 15.800 Einwohnern.

## Geographie
Die Gemeinde liegt im Osten der Woiwodschaft Niederschlesien und grenzt an die Woiwodschaft Opole. Nachbargemeinden sind Namysłów im Nordosten, Lubsza im Südosten, die Landgemeinde Oława und die Kreisstadt Oława (Ohlau) im Süden, Czernica im Westen, Oleśnica im Nordwesten und Bierutów im Norden. Breslau liegt etwa 20 Kilometer westlich.
Das Gemeindegebiet wird von Oder, Młynówka Jelecka (Mühlbach) und kleineren Wasserläufen durchzogen.

## Partnerschaften
Jelcz-Laskowice unterhält seit dem 13. Oktober 2010 eine Gemeindepartnerschaft mit Gudensberg in Hessen. Eine weitere besteht mit der Stadt Rtyně v Podkrkonoší in Tschechien.

## Gliederung
Zur Stadt- und Landgemeinde Jelcz-Laskowice gehören 15 Dörfer (deutsche Namen, amtlich bis 1945) mit einem Schulzenamt:
- Biskupice Oławskie (Bischwitz), 320 Einwohner
- Brzezinki (Birksdorf), 118 Einwohner
- Chwałowice (Quallwitz), 253 Einwohner
- Dębina (Groß Dupine 1936–1945: Groß Eichau), 226 Einwohner
- Dziuplina (Daupe), 336 Einwohner
- Grędzina (Trattaschine, 1937–1945: Hirschaue) 286 Einwohner
- Kopalina (Rodeland), 288 Einwohner
- Łęg (Lange), 120 Einwohner
- Miłocice (Mühlatschütz), 594 Einwohner
- Miłocice Małe (Klein Mühlatschütz), 105 Einwohner
- Miłoszyce (Meleschwitz 1937–1945: Fünfteichen), 1498 Einwohner
- Minkowice Oławskie (Minken), 921 Einwohner
- Nowy Dwór (Neu Vorwerk) mit Hanna, 271 Einwohner
- Piekary (Beckern), 433 Einwohner
- Wójcice (Steindorf), 897 Einwohner

Die Stadt Jelcz-Laskowice gliedert sich in neun Stadtteile: Osiedle Domków Jednorodzinnych, Osiedle Piastowskie, Osiedle Hirszfelda, Osiedle Komunalne, Osiedle Metalowców, Osiedle Jelcz, Osiedle Laskowice, Osiedle Fabryczne und Osiedle Europejskie.

## Baudenkmale und Sehenswürdigkeiten
Die Stadt und die Dörfer der Gemeinde weisen eine Reihe denkmalgeschützter Baudenkmale auf. In das Nationale Denkmalregister der Woiwodschaft Niederschlesien sind eingetragen:
- Kirche in Jelcz-Laskowice
- Burg Jeltsch, Ruine
- Schloss in Jelcz
- Schloss in Jelcz-Laskowice

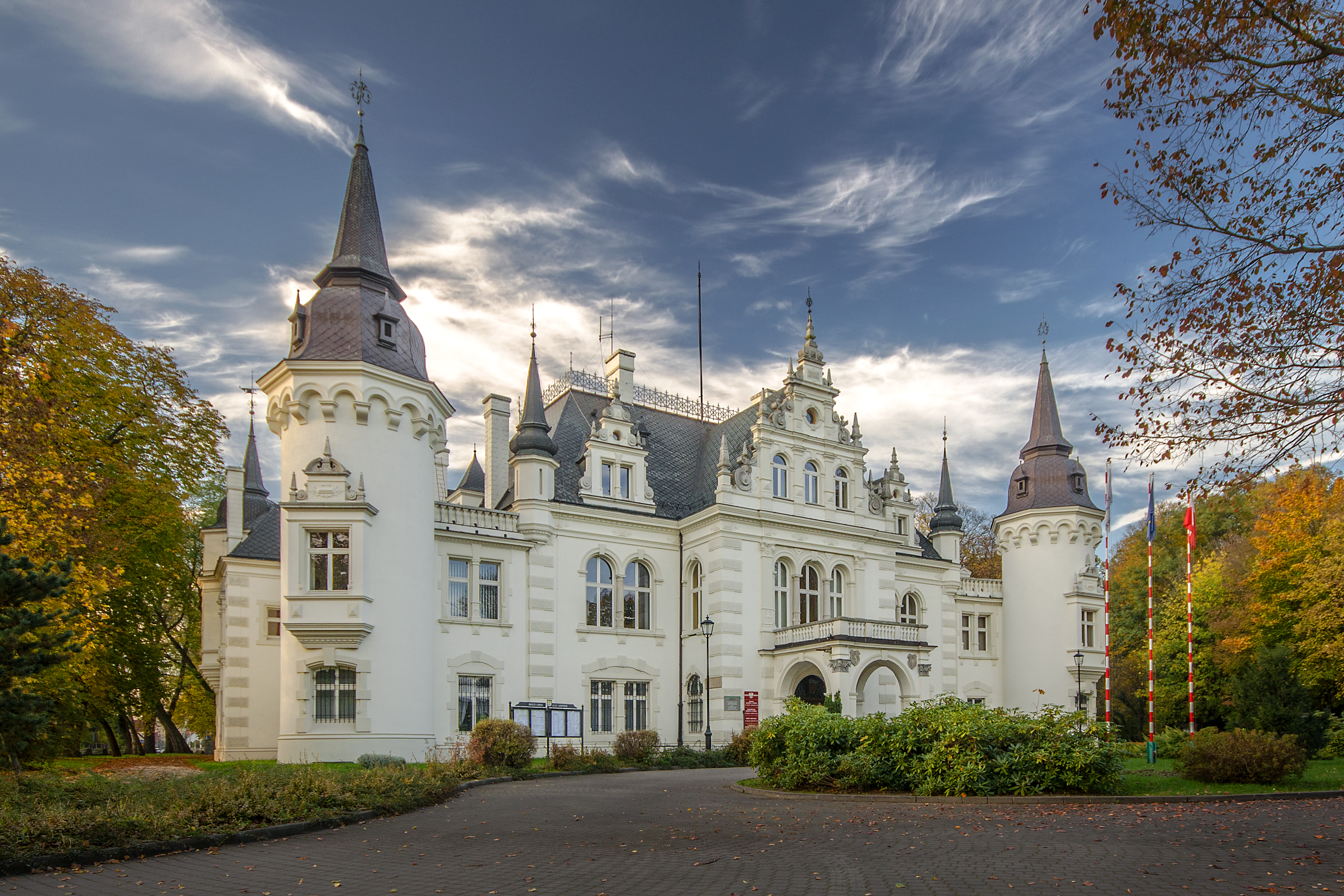
Schloss Jelcz-Laskowice

  - Schlosspark mit Toren und Einfriedung
  - Vorwerk mit Nebengebäuden, Ställen und Scheune
- Jüdischer Friedhof in Miłocice
- Pfarrkirche mit Friedhof in Miłoszyce
- Katholischer Friedhof mit Kapelle und Grabkapelle „Panteon“ in Miłoszyce
- Herrenhaus, erbaut 1880, 1910–1915 in Miłoszyce
- Pfarrkirche in Minkowice Oławskie
- Getreidespeicher in Piekary (abgegangen)

## Verkehr
Die Woiwodschaftsstraße DW455 von Breslau in die Kreisstadt Oleśnica nach Oława (Ohlau)  durchzieht das Gemeindegebiet im Westen. Die Woiwodschaftsstraße DW396 von Bierutów (Bernstadt an der Weide) nach Strzelin (Strehlen) führt durch Biskupice Oławskie (Bischwitz) im Osten des Gemeindegebiets.
Die Bahnhöfe Jelcz Laskowice und Biskupice Oławskie und die Haltepunkte Jelcz Miłoszyce, Kopalina sowie Minkowice Oławskie liegen an der Bahnstrecke Opole–Wrocław.
Der nächste internationale Flughafen ist Breslau.

## Persönlichkeiten
- Wilhelm Ebel (1908–1980), Rechtshistoriker; geboren in Garsuche bei Rodeland.